# Lubnia-Wybudowanie
Lubnia-Wybudowanie – wieś w Polsce, w województwie pomorskim, w powiecie chojnickim, w gminie Brusy.
Do 31 grudnia 2023 miejscowość była osadą wsi Lubnia.